# Авире
Авире (фр. Aviré) насеље је и општина у западној Француској у региону Лоара, у департману Мен и Лоара која припада префектури Сегре.
По подацима из 2011. године у општини је живело 465 становника, а густина насељености је износила 32,38 становника/km². Општина се простире на површини од 14,36 km². Налази се на средњој надморској висини од 72 метара (максималној 87 m, а минималној 28 m).

## Демографија
| 1962. | 1968. | 1975. | 1982. | 1990. | 1999. | 2011. |
| ----- | ----- | ----- | ----- | ----- | ----- | ----- |
| 365   | 407   | 370   | 405   | 433   | 421   | 465   |

График промене броја становника у току последњих година